# Pont de Chianche
Le pont de Chianche est le pont romain le mieux conservé parmi ceux situés le long du tracé de la Via Traiana. Il se trouve dans la commune de Buonalbergo, province de Bénévent en Campanie, .
Il s'agissait d'un pont à six arches, dont trois existent encore et un a été reconstruit. Il doit son nom à la corruption dans le dialecte campanien du terme plancae', qui désigne les pavés du revêtement routier.

## Historique
Le pont a presque certainement été construit sous l'empire de Trajan avec le reste de la route (appelée Via Traiana) qui menait de Bénévent à Brindisi, en suivant peut-être le tracé préexistant de la Via Minucia (it) construite par Marcus Minucius Rufus. L'ouvrage fut inauguré en l'an 109 ou peu après.

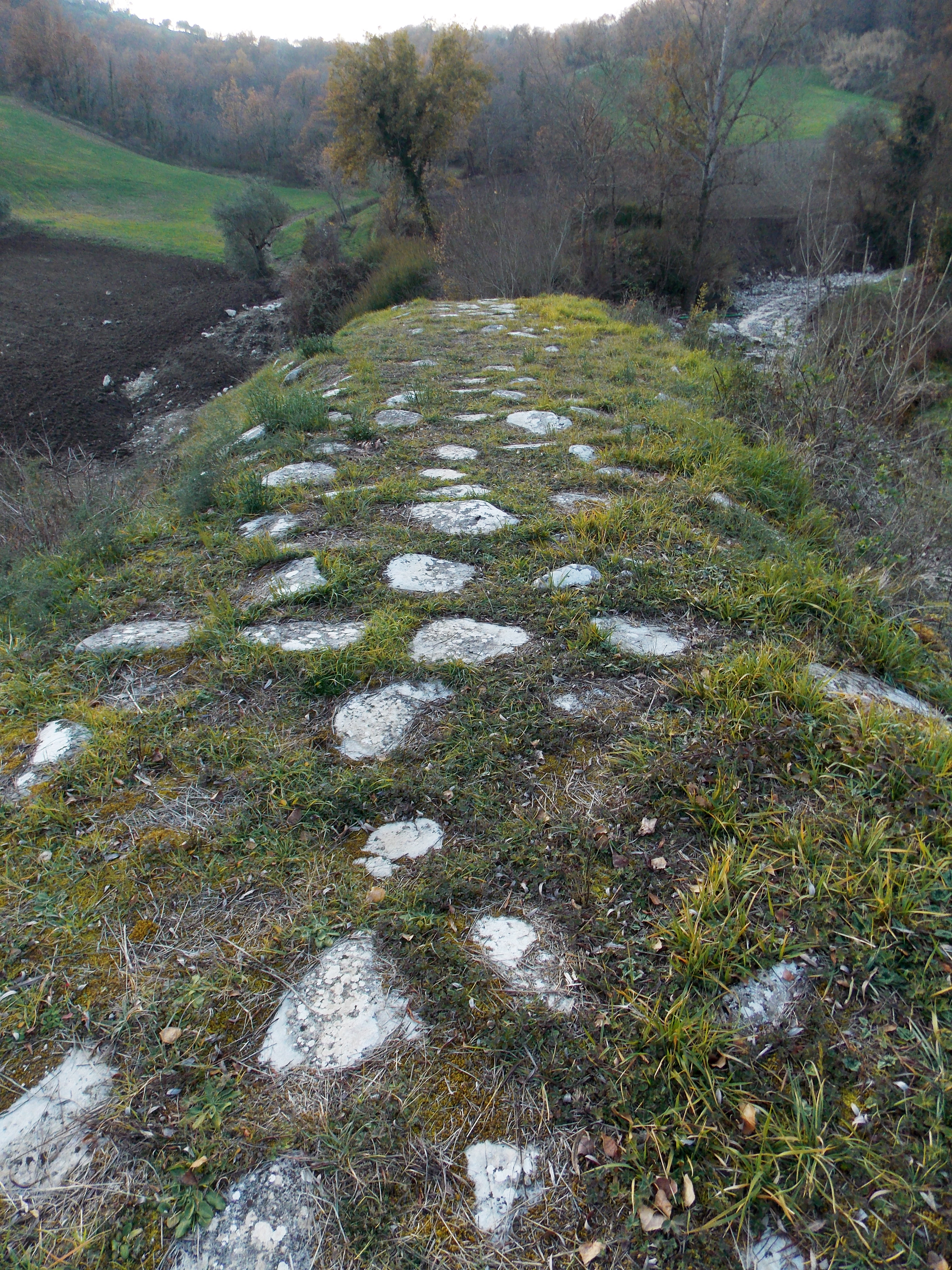
Le pavage du pont.

Une plaque a été érigée à côté du pont pour commémorer les interventions structurelles sur la Via Traiana réalisées par Septime Sévère et Caracalla en 210, mais on ne sait pas dans quelle mesure le pont de Chianche a été altéré, ce qui en réalité ne montre aucun signe de restaurations faisant référence à cette période.

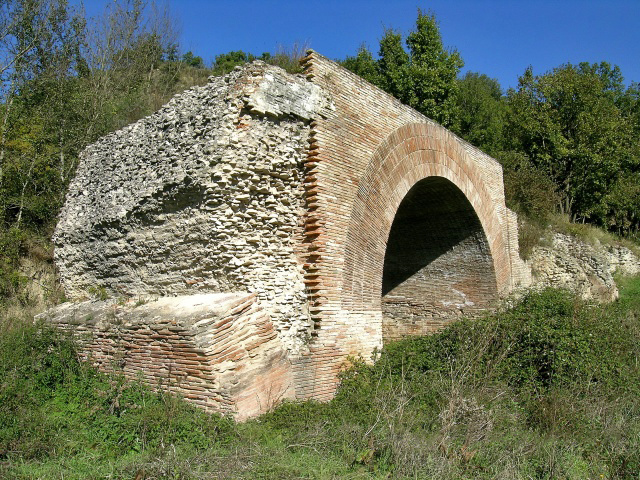
L'arche reconstruite.

Même dans les siècles qui suivirent le Moyen Âge, même si la Via Traiana tomba progressivement en désuétude et en ruine, le pont de Chianche continua à être utilisé, notamment par les agriculteurs locaux : il faisait partie d'un chemin muletier, appelé vermechera. Cela n'a cependant pas empêché la population de détacher occasionnellement certaines des dalles d'argile qui le composaient et de les réutiliser pour construire des fours.
À la suite de l'effondrement de la première arche venant de l'ouest, sa travée a été bloquée afin que le pont puisse continuer à être traversé. En 1913, le pont fut examiné par Thomas Ashby et Robert Gardner, archéologues, au cours de leur voyage dans le but de retracer la Via Traiana. Les savants ont, entre autres, souligné que les deux arcs les plus à l'est, les plus faibles, avaient subi des réparations au fil du temps.
En 1978, un projet controversé de restauration du pont fut lancé : les fondations furent renforcées et, entre 1986 et 1992 , les deux arches les plus orientales furent entièrement démolies, dans le but de les reconstruire avec des matériaux modernes. Les protestations de la population interrompirent les travaux et seule la voûte la plus orientale fut reconstruite. Cela marqua la fin définitive de l'utilisation agricole du pont.
Le monument a depuis été partiellement abandonné et se trouve dans un état de conservation précaire. La crue du 15 octobre 2015 qui a frappé la zone a été particulièrement préoccupante : le pont a subi des dommages secondaires dus aux pierres charriées par le torrent gonflé.

## Description

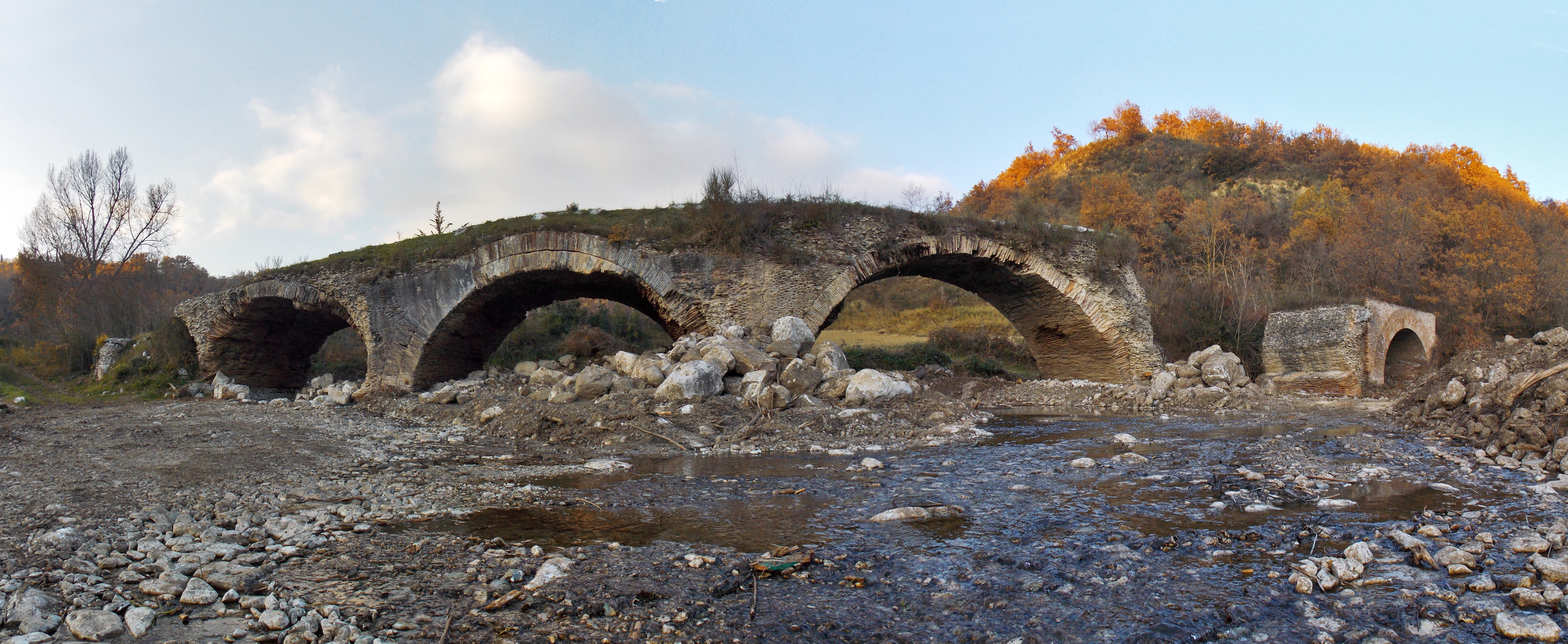
Vue d'ensemble du pont.

Dans l'ensemble, le pont avait 6 travées , reliées par deux culées latérales à la pente naturelle des collines des deux côtés du fond de la vallée ; l'épaulement oriental est beaucoup plus puissant que l'autre. En procédant d'ouest en est, les travées conservées sont la deuxième, la troisième et la quatrième, tandis que la sixième a été reconstruite. Les travées ont des largeurs et des niveaux d'imposte inégaux, selon l'habitude trajane de les adapter à la morphologie du lieu. Leurs amplitudes successives sont 3,30 m, 6,15 m, 8,90 m, 11,65 m, 11,75 m, 8,90 m : le ruisseau passe sous les quatrième et cinquième, les plus grands. Le pont présente une élévation centrale, correspondant à la quatrième travée.
Le pont de la Chianche a une structure similaire à celle des ponts voisins sur le même axe routier, du moins d'après ce que l'on peut lire sur les vestiges de ces derniers. A la base des quatrième et cinquième pile, les plus exposées à l'action du torrent, se trouvent deux rangées d' opus quadratum, constitués de blocs de calcaire, et remplis d' opus caementicium, pour une hauteur totale de 80 cm. Les blocs étaient reliés par des agrafes métalliques, aujourd'hui perdues. Du côté nord, la base de la quatrième pile présente une contrainte de cisaillement qui la protège du courant fluvial, qui arrive presque directement à cet endroit. Les autres piles reposent uniquement sur une couche de chaux.
Les arcs étaient constitués de deux intrados concentriques en opus spicatum mesurant 60 cm × 60 cm × 5 cm, soudés au mortier. La troisième travée préserve les deux, la seconde préserve l'intrados la plus interne et des parties de l'intrados externe, tandis que la quatrième ne préserve que l'intrados interne.

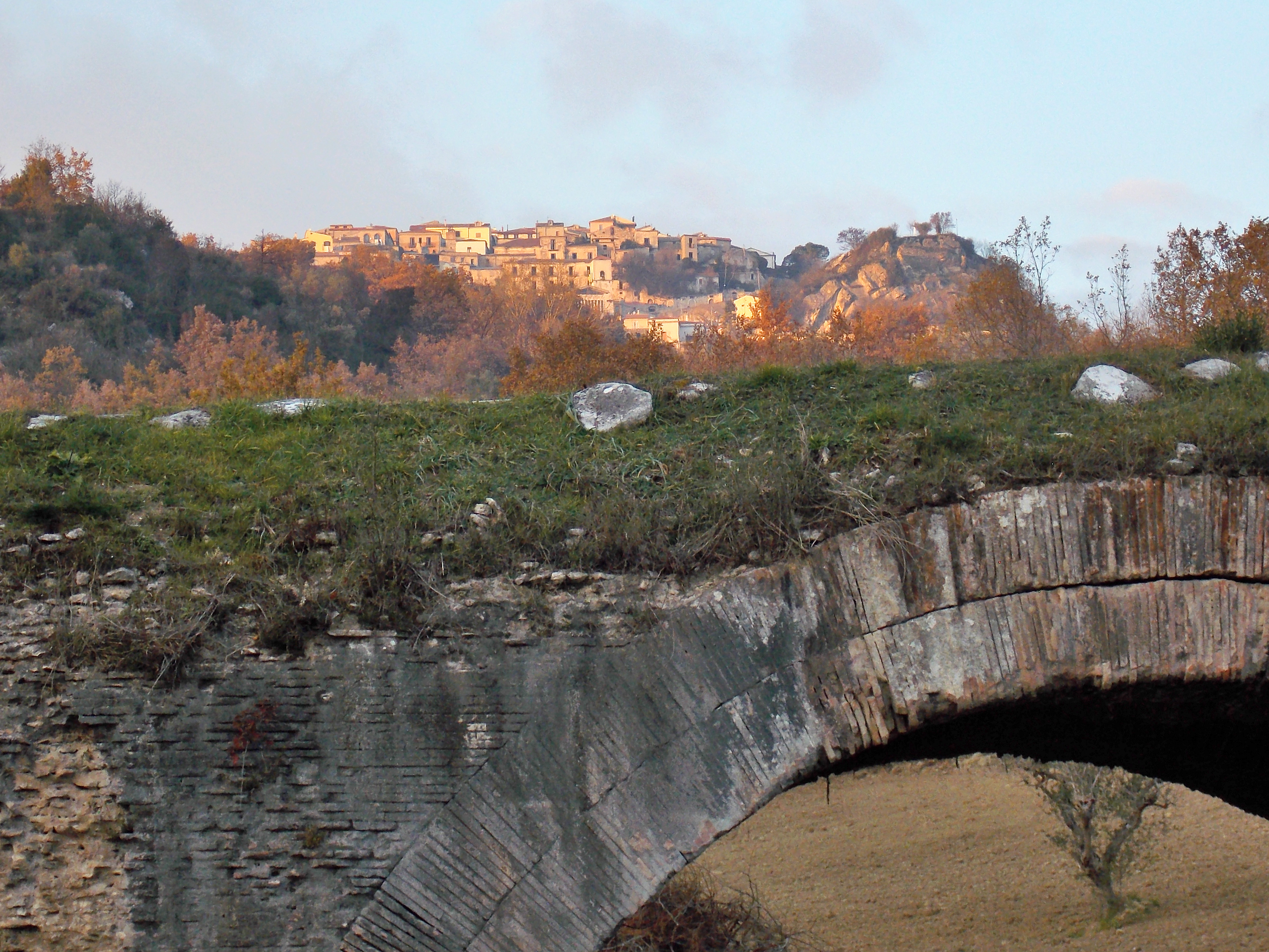
Détail d'une arche avec le village de Buonalbergo en arrière plan.

Les tympans entre les arches sont construits en ciment avec des cailloux et des éclats de calcaire provenant du façonnage des blocs de pierre, et recouverts d'un parement d' opus latericium ; le parement du côté sud au-dessus de la troisième pile a été construit en deux parties soudées le long d'une ligne verticale, peut-être parce que c'était le point de jonction des zones appartenant à deux équipes d'ouvriers différentes.
Les culées sur les côtés du pont présentent une technique de construction similaire : un intérieur en ciment soutenu par deux murs de soutènement, toujours en brique, de 90 cm d'épaisseur. Si les murs de la face nord du pont sont modestes et presque entièrement recouverts par le terrain en pente, ceux du sud sont plus hauts et renforcés par de solides contreforts (deux à l'ouest et cinq ou six à l'est, à intervalles réguliers). Le mur sud-est, long d'environ 40 m, est celui dont les dimensions sont les plus importantes. On voit sa fondation , qui épouse la forme naturelle du terrain, et sur laquelle elle repose, formant un renfoncement.
Le revêtement routier du pont conserve une partie du pavage en pierres de taille polygonales en calcaire posées sur une fine couche de mortier, en partie reconstruite avec les travaux de restauration achevés en 1992. Sur les côtés de la route, il y avait des parapets qui ont été perdus. Ils reposaient probablement sur une rangée de dalles de calcaire et étaient construits en briques, avec également un sommet en pierre. Il devait aussi y avoir des trottoirs sur ses côtés.
A l'est du pont, on peut encore reconnaître, sur quelques dizaines de mètres, les substructures et un tronçon de pavage de la Via Traiana. Un tronçon de route plus large autour du pont peut être distingué par reconnaissance aérienne.
Le remplissage de la première arche par l'ouest, dont le sommet s'est effondré, a probablement été réalisé à l'époque moderne. Les deux piles de l'arche ont servi de coffrage, ainsi que deux murs construits pour l'occasion en petites pierres calcaires et de tuf volcanique, puis remplis de béton. Le mur sud s’est en grande partie effondré.

### Les inscriptions sur les briques

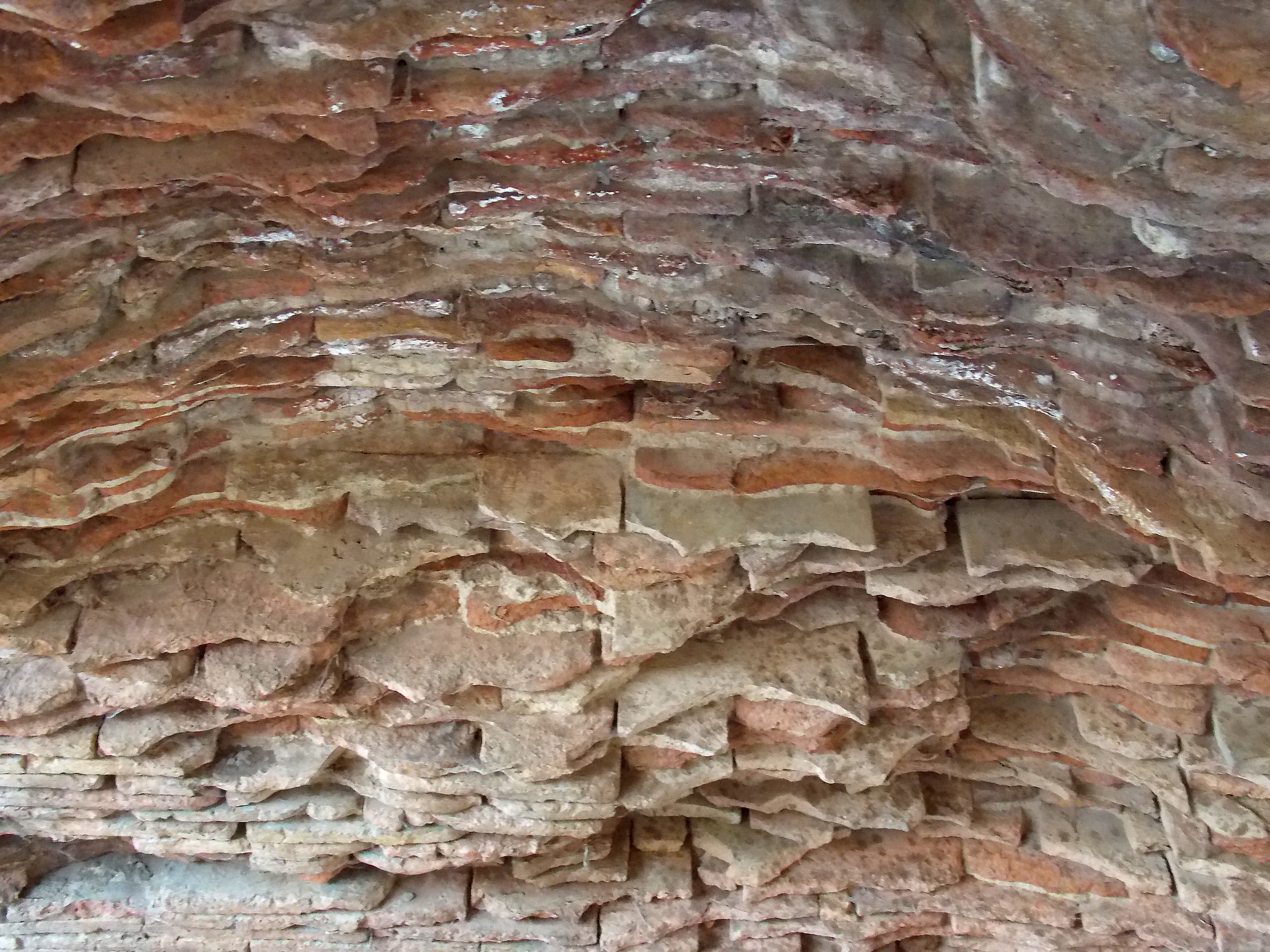
Les briques d'une arche.

Les briques crues utilisées pour les arches, d'excellente facture, ont elles-mêmes fait l'objet d'études. Cinq spécimens des arches perdues sont conservés à l' Antiquarium de Casalbore. Certaines d'entre elles indiquent simplement le nom de l'ouvrier, de l'artisan encadrant ou du propriétaire de l'atelier de céramique, selon l'usage le plus fréquent (NERAEVS, LV LPI , P·OPICI/ANT HI MI).
Cependant, une bonne partie des briques examinées sont atypiques, portant l'inscription PO NT V·TRA dans un cartouche rectangulaire. Theodor Mommsen l'a interprété comme Pontes Viae Traianae : cela signifierait que ces briques ont été produites sur commande pour cet ouvrage public, et étaient destinées à cet usage ; et le nom de l'empereur Trajan y était un signe de garantie. On a également supposé qu'un atelier spécial les produisait, mais ce n'est pas un fait établi. Cependant, il existe peu d'autres exemples de briques liées au nom d'un ouvrage de construction ou d'un empereur, et aucun n'est antérieur à l'empire de Trajan.

### Le 14ekilomètre

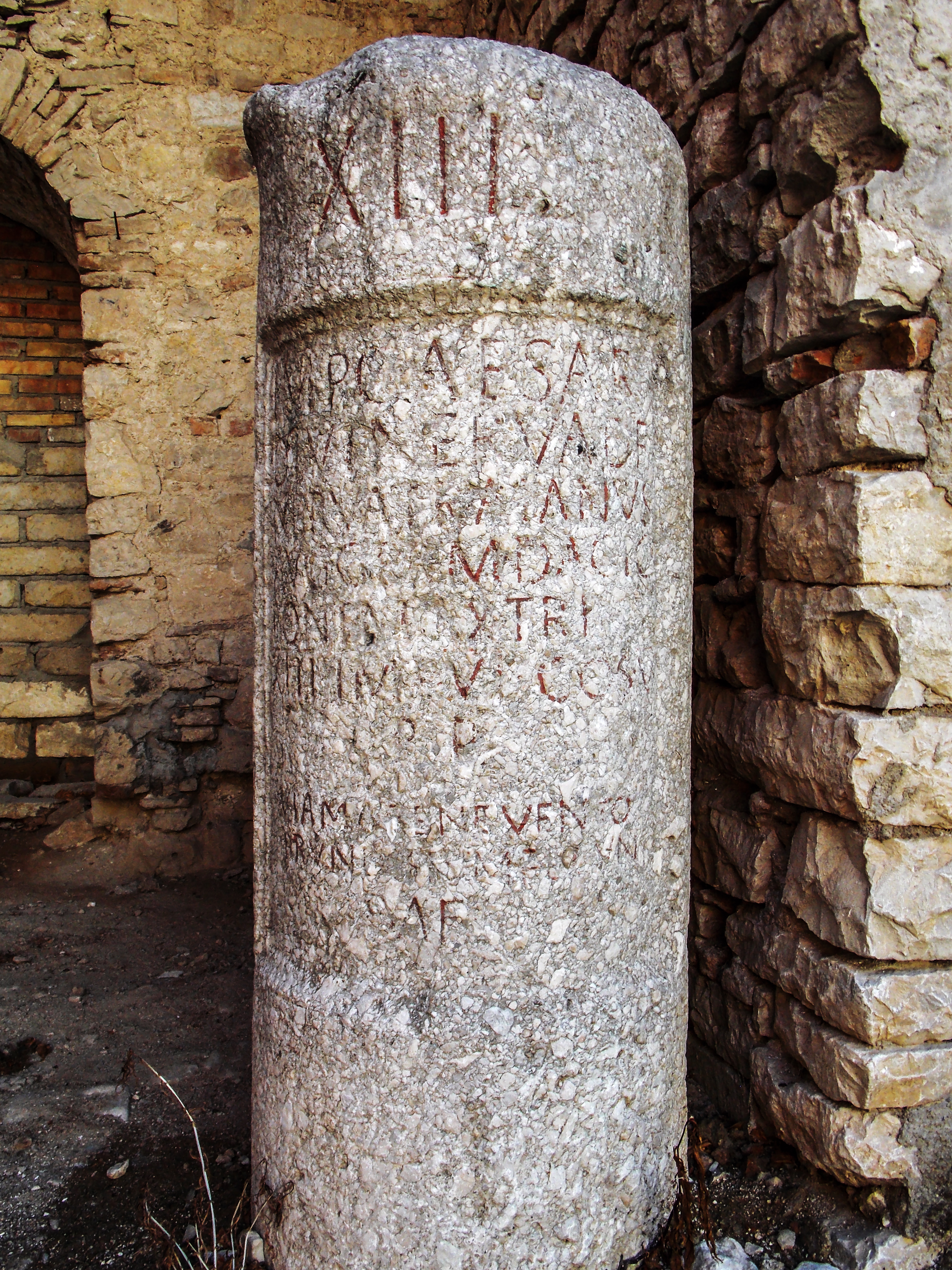
La 14ème borne milliaire de la Via Traiana.

Une borne milliaire de la Via Traiana était signalée, déjà à la fin du XVIIIe siècle, comme étant réutilisée près du sanctuaire de la Madonna della Macchia, dans une ferme située à moins de 150 m du tracé probable de la voie romaine, à 500 m à l'ouest du Pont de Chianche. Dans les années 1950, il a été déplacé devant le bâtiment municipal de Buonalbergo et se trouve actuellement dans sa cour.
La colonne, en pierre blanche, mesure environ 1,60 m. Traditionnellement, le numéro de mille gravé sur le dessus se lit comme le XIII de la route ; une évaluation récente estime qu'il s'agit plutôt du XIII. C'est-à-dire qu'il y aurait un autre trait vertical à droite, plus usé que les autres : avec lui le centrage du numéro par rapport au reste de l'inscription est correct ; de plus, sa présence est suggérée par le fait que la colonne se trouvait presque exactement à 2 milles de la 16e borne muilliaire, trouvée dans les années 1970.
Le reste de l'inscription dit :

« IMP.     CAESAR
DIVI . NERVAE . F.
NERVA . TRAIANVS
AVG . GERM . DACIC
PONT . MAX . TRI . PO . · .
XIII . IMP . VI . COS . V.
         P . P
VIA . A . BENEVENTO
    BRVNDISIVM
P . · . S . · . A . · . F »